# Lily Allen
Lily Rose Beatrice Cooper (Hammersmith, London, Engleska, 2. svibnja 1985.), bolje poznata po svom umjetničkom imenu Lily Allen je britanska pjevačica i spisateljica tekstova. Svjetsku slavu je stekla već svojim debitantskim albumom Alright, Still te prvim singlom s njega "Smile". Od 12. veljače 2009. godine ima svoju TV emisiju na BBC-u zvanu Lily Allen and Friends. Allen se glazbom bavila do 2010. godine, od kada je u stvaralačkoj pauzi.

## Životopis

### Djetinjstvo
Lily Allen rođena je u Hammersmithu, u zapadnom dijelu Londona. Otac joj je poznati glumac Keith Allen, a majka producentica Alison Owen. Lily ima stariju sestru Sarah, i mlađeg brata Alfie Owel-Allen-a (kojemu je posvetila pjesmu "Alfie" te mlađu sestru Rebeccu. Većinu djetinjstva je provela živeći u vjećinskoj kući (vrsta socijalne kuća) te je sveukupno pohađala 13 javnih škola. Lily Allen, svog uzora, poznatog gitarista britanskog sastava The Clash, Joe Strummer naziva kumom, što nije točno u doslovnom smislu riječi, ali je s njime bila bliska, te ju je jako pogodila njegova smrt. S 13 godina se pojavila u filmu Elizabeta kojega je producirala njena majka. Školovanje je prekinula s 15 godine jer nije željela provesti trećinu života pripremajući se za rad.

### Početak karijere
Lily je upoznala svog prvog menadžera s 19 godina. Nekolicina diskografskih kuća ju je odbila zbog njenih problema s alkoholom, te zato što je kćer Keitha Allena. Napokon je 2002. godine potpisala ugovor s London Records gdje je pjevala folk pjesme, ali joj je to ubrzo dosadilo. Nakon kraćeg bavljenja hortikulturom, potpisala je ugovor s Regal Records, koji su joj dali dvadeset tisuća funti da snimi prvi album.
Lily Allen je kreirala stranicu na MySpaceu te od studenog 2005. godine postavlja demosnimke svojih pjesama. Do veljače 2009. godine je imala 448.000 prijatelja. Bila je peta najpopularniji izvođač 2008. godine.

### Alright, Still
Alright, Still je njen debitantski album s kojega su skinuta 4 singla. Album je prodan u više od 2,5 milijuna primjeraka te je u Velikoj Britaniji dobio trostruko platinastu nakladu. "Smile", prvi singl s albuma je postao pravi hit te je u Velikoj Britaniji postao njen 1. broj jedan singl. "LDN", drugi singl s albuma, dospio je u top 20 u Velikoj Britaniji, a treći singl "Littlest Things" je dospio na broj 21 u UK. Četvrti, ujedno i posljednji singl je bio dupli A-singl "Shame For You"/"Alfie".

### It's Not Me, It's You
It's Not Me, It's You je njen drugi album koji je ujedno i njen prvi broj 1 album tamo. S njega su skinuta 4 singla. Prvi, "The Fear" je postao veliki hit te njen drugi broj jedan u UK. "Not Fair" je također jedan veliki hit te njena najuspješnija pjesma u Irskoj. Treći singl "Fuck You" koji je u nekim dijelovima svijeta drugi singl je poznat po svojim kontroverznosti (prva slova originalnog naziva Gues Who Batman su prva tri slova bivšeg američkog predsjednika George W Bush a pjesma mu poručuje Fuck You. Četvrti singl je pjesma "22".

## Turneje
The Brilly-Allent Tour ili Lily Allen concert tour je turneja održana 2009. u svrhu promoviranja njenog drugog albuma It's Not Me, It's You. Turneja je održana u Europi, Sjevernoj Americi te Australiji.

## Televizijska pojavljivanja
Allen ima svoju televizijsku emisiju na BBC-u Lily Allen and Friends.

## Moda
U svibnju 2007. dizajnirala je svoju liniju haljina i cipela pod imenom Lily Loves.

## Vanjske poveznice
- Službena stranica  Arhivirana inačica izvorne stranice od 17. ožujka 2013. (Wayback Machine)